# جيسيكا رانكين
جيسيكا رانكين (بالإنجليزية: Jessica Rankin)‏ هي رسامة أسترالية، ولدت في 1971 في سيدني في أستراليا.